# Sulpicius II. von Bourges

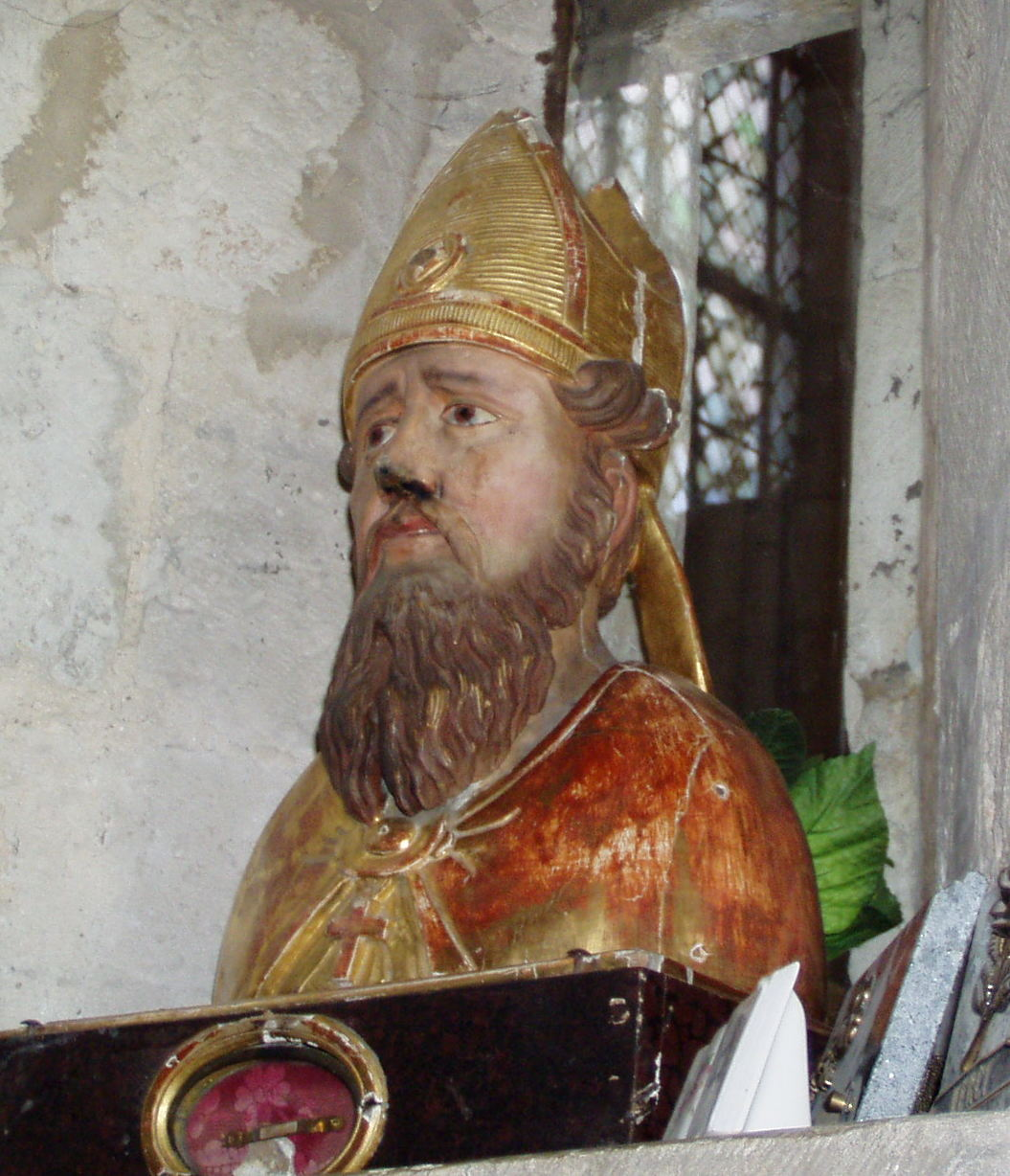
St. Sulpicius II. von Bourges

Sulpicius II. (* Ende des 6. Jahrhunderts in Vatan, Frankreich; † 17. Januar 647 in Bourges) war Bischof von Bourges und ist ein Heiliger der katholischen Kirche.

## Leben
Sulpicius II. entstammte einer gallo-römischen Adelsfamilie. Er wurde Diakon unter Bischof Austregisilus (Outrille) von Bourges und leitete zunächst die bischöfliche Schule. Später berief ihn Chlothar II., der König des Fränkischen Reiches, zum Hofgeistlichen. Als 624 der Bischof von Bourges – der Heilige Austregisilus – starb, wurde Sulpicius II. als sein Nachfolger bestimmt.
Als Bischof bemühte sich Sulpicius vor allem um die Wiederherstellung der kirchlichen Disziplin und die Konversion der Juden. Er nahm 626 an der Synode von Clichy teil. Seinen Schatzmeister Desiderius weihte er zum Bischof von Cahors. Gegen Ende seines Lebens setzte Sulpicius einen Koadjutor ein, zog sich in ein von ihm gegründetes Kloster zurück und starb im Alter von ungefähr fünfzig Jahren am 17. Januar 647.

## Verehrung
Dem Heiligen wurden mehrere Kirchen geweiht, darunter Saint-Sulpice in Paris, deren Pfarrer Jean-Jacques Olier im Jahr 1642 die Priester-Kongregation der Sulpizianer gründete. Weitere bedeutsame Bauten sind die dreiapsidiale romanische Prioratskirche Saint-Sulpice des kleinen südwestfranzösischen Ortes Marignac und die spätgotische Kirche Saint-Sulpice in Fougères. Der Gedenktag des Heiligen ist der 17. Januar.